# بجگرد
بجگرد، روستایی از توابع بخش پیربکران شهرستان فلاورجان در استان اصفهان ایران است. شغل اغلب مردم این روستا باغداری،تولیدمحصولات گلخانه،کشاورزی،کارهای فنی،صنعتی،خدماتی بوده و از نظر قدمت به کمی قبل از دوران قاجار می‌رسد. وجه تسمیه این روستا از دو جهت می‌باشد  . یکی این که تعدادی برج کبوتر در اطراف قدیم این محله بوده‌است و به گفته افراد قدیم احتمال اینکه برج گرد بوده‌است و بعدها به بجگرد تبدیل شده باشد  و وجه تسمیه دیگر آن چون این روستا در قدیم در کنار رودخانه بوده‌است و در کنار پیچ رودخانه بوده‌است .بیجگرد بوده‌است که اکنون به بجگرد تبدیل شده‌است .

## جمعیت
این روستا در بخش پیربکران قرار دارد و براساس سرشماری مرکز آمار ایران در سال ۱۳۸۵، جمعیت آن ۱٬۵۱۱ نفر (۳۷۷خانوار) بوده‌است. طبق آخرین آمار جمعیت این روستا در سال 1396 به 1469نفر رسیده است . جمعیت روستا اکثراً جوان هستند که به کار در شرکت‌ها و ارگان‌ها مشغول به کار می‌باشند . با توجه به کم شدن آب کشاورزی و نبود آب در رودخانه زاینده رود با توجه به اینکه این روستا از سهمیه آب کهرنگ حقابه دارد کار کشاورزی از رونق افتاده است . این روستا یکی از روستاهای تولیدکننده عمده  سیب زمینی، شلغم ،هویج ،گندم وجو بوده‌است . تعداد کمی از جمعیت هم به شغل دامداری مشغول هستند .
باغداری و تولید خیار و گوجه از شغل‌های دیگر افراد این روستا می‌باشد  . اغلب باغ‌های این روستا زیر کشت درخت هلو ،شلیل ،به و آلبالو می‌باشد  .